# Hexacapsula neothunni
Hexacapsula neothunni is een microscopische parasiet uit de familie Kudoidae. Hexacapsula neothunni werd in 1953 beschreven door Arai & Matsumoto. 